# سیارک ۶۰۴۴
سیارک ۶۰۴۴ (به انگلیسی: 6044 Hammer-Purgstall، نامگذاری:1991RW4) شش هزار و چهل و چهارمین سیارک کشف شده‌است که در ۱۳ سپتامبر ۱۹۹۱ کشف شد.
قدر مطلق سیارک برابر ۱۴٫۰۰ است.